# Jeannine Taylor
Jeannine Taylor (ur. 2 czerwca 1954 w Hartford w stanie Connecticut w USA) – amerykańska aktorka filmowa, telewizyjna i estradowa.
Absolwentka Wheaton College.
Wystąpiła w jednej z drugoplanowych ról w kultowych horrorze Seana S. Cunninghama Piątek, trzynastego (1980). Pojawiła się także jako Samantha Edwards w telewizyjnym dramacie Petera Levina The Royal Romance of Charles and Diana (1982).
Od 3 lutego 1990 roku jest żoną Jamesa McConnella, z którym pracuje w charytatywnej firmie „Serval NY Plays” pod nazwiskiem meżą. Obecnie Taylor i jej mąż mieszkają w Keene w New Hampshire. W 2013 Taylor pojawiła się we własnej osobie w filmie dokumentalnym Crystal Lake Memories: The Complete History of Friday the 13th.